# Nelly Sindayen
Nelly Sindayen (Siasi, 7 april 1949 - 4 april 2009) was een Filipijns journalist. Ze werkte ruim dertig jaar als correspondent voor het Amerikaanse weekblad TIME en werd in die tijd een instituut in de Filipijnse mediawereld.

## Biografie
Sindayen werd geboren op 7 april 1949 in Siasi in de zuidelijke provincie Tawi-Tawi. Haar vader werd vermoord toen zij nog een kind was, waarna haar moeder alleen verder moest. Ze studeerde journalistiek aan de University of Santo Tomas en werkte na haar afstuderen bij Manila Bulletin, een van de meest gelezen Filipijnse kranten, en enkele nieuwsagentschappen voor ze halverwege de jaren 70 ging werken bij Time Magazine. Sindayen zou voor Time blijven schrijven totdat zij in 2007 wegens gezondheidsproblemen moest stoppen met werken.
In haar tijd bij Time magazine bracht Sindayen enkele opvallende primeurs. Zo had ze in 1983 een primeur over de vermeende kidnapping van basketbalcoach Tommy Manotoc, de toekomstige schoonzoon van president Ferdinand Marcos en Imelda Marcos. Sindayen rapporteerde dat Manotoc helemaal niet gekipdnapt was, maar dat hij in het geheim naar de Dominicaanse Republiek was gereisd om daar een flitsscheiding te regelen, waarna hij in de Verenigde Staten was getrouwd met Imee, de oudste dochter van de Marcossen. Andere opvallende rapportages van Sindayen betroffen die over de door controverses geplaagde president Joseph Estrada en een ooggetuigenverslag van een mislukte staatsgreep tegen president Gloria Macapagal-Arroyo in februari 2006.
Sindayen kreeg in juni 2007 een beroerte als gevolg van de suikerziekte waaraan ze leed. Op 4 april 2009 overleed ze aan de slepende complicaties als gevolg daarvan.